# Yorkis Pérez
Yorkis Miguel Vargas Pérez (nacido el 30 de septiembre de 1967 en Bajos de Haina) es un ex lanzador dominicano que jugó en las Grandes Ligas de Béisbol. Pérez apareció en 337  juegos en nueve temporadas con los Cachorros de Chicago, Marlins de Florida, Mets de Nueva York, Filis de Filadelfia, Astros de Houston y Orioles de Baltimore, todos como relevista. También lanzó tres juegos en 1992 con los Yomiuri Giants.